# Europsko prvenstvo u rukometu za žene – Švedska 2016.
12. Europsko prvenstvo u rukometu za žene održalo se u Švedskoj od 4. do 18. prosinca 2016. godine. Švedska je ujedno bila domaćin Europskog prvenstva 2006.
Norveška je osvojila svoj sedmi naslov nakon što je u završnici pobijedila Nizozemsku rezultatom 30:29. Francuska je osvojila brončanu medalju nakon što je pobijedila Dansku rezultatom 25:22.

## Dvorane
Gradovi domaćini bili su Stockholm, Göteborg, Malmö, Kristianstad i Helsingborg.
| Stockholm              | Göteborg                       | Malmö                            | Kristianstad                        | Helsingborg                        |
| ---------------------- | ------------------------------ | -------------------------------- | ----------------------------------- | ---------------------------------- |
| Hovet Kapacitet: 8,094 | Scandinavium Kapacitet: 12,312 | Malmö Isstadion Kapacitet: 5,339 | Kristianstad Arena Kapacitet: 4,700 | Helsingborg Arena Kapacitet: 4,700 |
| Skupina A              | Skupina I Završnica            | Skupina C                        | Skupina B                           | Skupina D Skupina II               |
|                        |                                |                                  |                                     |                                    |

## Kvalificirane djevojčadi
| Država     | Kvalificirala se kao                        | Nadnevak kvalificiranja |
| ---------- | ------------------------------------------- | ----------------------- |
| Švedska    | domaćin                                     | 23. lipnja 2012.        |
| Rusija     | pobjednica kvalifikacijske skupine 6        | 12. ožujka 2016.        |
| Francuska  | pobjednica kvalifikacijske skupine 7        | 12. ožujka 2016.        |
| Mađarska   | pobjednica kvalifikacijske skupine 5        | 1. lipnja 2016.         |
| Norveška   | pobjednica kvalifikacijske skupine 1        | 1. lipnja 2016.         |
| Rumunjska  | drugoplasirana u kvalifikacijskoj skupini 1 | 1. lipnja 2016.         |
| Srbija     | pobjednica kvalifikacijske skupine 2        | 1. lipnja 2016.         |
| Češka      | drugoplasirana u kvalifikacijskoj skupini 2 | 1. lipnja 2016.         |
| Nizozemska | pobjednica kvalifikacijske skupine 3        | 1. lipnja 2016.         |
| Španjolska | drugoplasirana u kvalifikacijskoj skupini 3 | 1. lipnja 2016.         |
| Poljska    | drugoplasirana u kvalifikacijskoj skupini 5 | 1. lipnja 2016.         |
| Njemačka   | drugoplasirana u kvalifikacijskoj skupini 7 | 1. lipnja 2016.         |
| Crna Gora  | pobjednica skupine 4                        | 2. lipnja 2016.         |
| Danska     | drugoplasirana u kvalifikacijskoj skupini 6 | 2. lipnja 2016.         |
| Hrvatska   | drugoplasirana u kvalifikacijskoj skupini 4 | 2. lipnja 2016.         |
| Slovenija  | najbolja trećeplasirana djevojčad           | 5. lipnja 2016.         |

## Ždrijeb
Ždrijeb je održan 10. lipnja 2016. u 13:00 po lokalnome vremenu u dvorani Lisebergshallen u Göteborgu u Švedskoj.
| Prvi šešir                                    | Drugi šešir                              | Treći šešir                                  | Četvrti šešir                            |
| --------------------------------------------- | ---------------------------------------- | -------------------------------------------- | ---------------------------------------- |
| - Norveška - Nizozemska - Švedska - Crna Gora | - Francuska - Mađarska - Rusija - Srbija | - Španjolska - Danska - Rumunjska - Njemačka | - Poljska - Hrvatska - Češka - Slovenija |

## Suci
Sudački parovi izabrani su 17. lipnja 2016.
| Država     | Suci                                 |
| ---------- | ------------------------------------ |
| Danska     | Karina Christiansen Line Hansen      |
| Hrvatska   | Dalibor Jurinović Marko Mrvica       |
| Litva      | Viktorija Kijauskaite Aušra Žaliene  |
| Mađarska   | Péter Horváth Balázs Márton          |
| Norveška   | Kjersti Arntsen Guro Røen            |
| Poljska    | Joanna Brehmer Agnieszka Skowronek   |
| Rumunjska  | Diana-Carmen Florescu Anamaria Stoia |
| Rusija     | Victoria Alpaidze Tatyana Berezkina  |
| Slovačka   | Peter Brunovský Vladimír Čanda       |
| Srbija     | Vanja Antić Jelena Jakovljević       |
| Španjolska | Andreu Marín Ignacio García          |
| Švedska    | Mirza Kurtagic Mattias Wetterwik     |

## Natjecanje po skupinama

### Skupina A
| #  | Momčad     | U | P | N | I | G+ | G– | G+/– | Bod. | Nastavak natjecanja |
| -- | ---------- | - | - | - | - | -- | -- | ---- | ---- | ------------------- |
| 1. | Srbija     | 3 | 2 | 1 | 0 | 91 | 87 | +4   | 5    | Drugi krug          |
| 2. | Švedska    | 3 | 1 | 1 | 1 | 78 | 74 | +4   | 3    | Drugi krug          |
| 3. | Španjolska | 3 | 1 | 0 | 2 | 72 | 68 | +4   | 2    | Drugi krug          |
| 4. | Slovenija  | 3 | 1 | 0 | 2 | 77 | 89 | –12  | 2    |                     |

| 4. prosinca 2016. 15:15 | Srbija          | 36:34     | Slovenija | Hovet, Stockholm Gledatelji: 6,000 Suci: Arntsen, Røen |
| 4. prosinca 2016. 15:15 | Radosavljević 8 | (17:16)   | Mavsar 9  | Hovet, Stockholm Gledatelji: 6,000 Suci: Arntsen, Røen |
| 4. prosinca 2016. 15:15 | 3× 2×           | Izvještaj | 3× 2×     | Hovet, Stockholm Gledatelji: 6,000 Suci: Arntsen, Røen |

| 4. prosinca 2016. 18:00 | Švedska       | 25:19     | Španjolska | Hovet, Stockholm Gledatelji: 7,900 Suci: Jurinović, Mrvica |
| 4. prosinca 2016. 18:00 | Alm, Hagman 5 | (14:10)   | Martín 7   | Hovet, Stockholm Gledatelji: 7,900 Suci: Jurinović, Mrvica |
| 4. prosinca 2016. 18:00 | 3× 2×         | Izvještaj | 3× 4×      | Hovet, Stockholm Gledatelji: 7,900 Suci: Jurinović, Mrvica |

| 6. prosinca 2016. 18:30 | Španjolska | 23:25     | Srbija  | Hovet, Stockholm Gledatelji: 2,700 Suci: Christiansen, Hansen |
| 6. prosinca 2016. 18:30 | Martín 6   | (8:11)    | Krpež 6 | Hovet, Stockholm Gledatelji: 2,700 Suci: Christiansen, Hansen |
| 6. prosinca 2016. 18:30 | 4×         | Izvještaj | 3× 2×   | Hovet, Stockholm Gledatelji: 2,700 Suci: Christiansen, Hansen |

| 6. prosinca 2016. 20:45 | Slovenija | 25:23     | Švedska    | Hovet, Stockholm Gledatelji: 3,700 Suci: Florescu, Stoia |
| 6. prosinca 2016. 20:45 | Mavsar 6  | (13:13)   | Gulldén 10 | Hovet, Stockholm Gledatelji: 3,700 Suci: Florescu, Stoia |
| 6. prosinca 2016. 20:45 | 3×        | Izvještaj | 3× 2×      | Hovet, Stockholm Gledatelji: 3,700 Suci: Florescu, Stoia |

| 8. prosinca 2016. 18:30 | Španjolska | 30:18     | Slovenija | Hovet, Stockholm Gledatelji: 3,100 Suci: Horváth, Márton |
| 8. prosinca 2016. 18:30 | Pena 6     | (14:5)    | Mavsar 5  | Hovet, Stockholm Gledatelji: 3,100 Suci: Horváth, Márton |
| 8. prosinca 2016. 18:30 | 4× 3×      | Izvještaj | 5× 3×     | Hovet, Stockholm Gledatelji: 3,100 Suci: Horváth, Márton |

| 8. prosinca 2016. 20:45 | Švedska | 30:30     | Srbija         | Hovet, Stockholm Gledatelji: 5,200 Suci: Alpaidze, Berezkina |
| 8. prosinca 2016. 20:45 | Sand 8  | (15:18)   | tri igračice 5 | Hovet, Stockholm Gledatelji: 5,200 Suci: Alpaidze, Berezkina |
| 8. prosinca 2016. 20:45 | 5× 2×   | Izvještaj | 4× 2×          | Hovet, Stockholm Gledatelji: 5,200 Suci: Alpaidze, Berezkina |

### Skupina B
| #  | Momčad     | U | P | N | I | G+ | G– | G+/– | Bod. | Nastavak natjecanja |
| -- | ---------- | - | - | - | - | -- | -- | ---- | ---- | ------------------- |
| 1. | Njemačka   | 3 | 2 | 0 | 1 | 73 | 71 | +2   | 4    | Drugi krug          |
| 2. | Francuska  | 3 | 2 | 0 | 1 | 70 | 60 | +10  | 4    | Drugi krug          |
| 3. | Nizozemska | 3 | 2 | 0 | 1 | 75 | 68 | +7   | 4    | Drugi krug          |
| 4. | Poljska    | 3 | 0 | 0 | 3 | 65 | 84 | –19  | 0    |                     |

| 4. prosinca 2016. 18:30 | Nizozemska       | 27:30     | Njemačka | Kristianstad Arena, Kristianstad Gledatelji: 2,026 Suci: Horváth, Márton |
| 4. prosinca 2016. 18:30 | Abbingh, Groot 5 | (14:13)   | Huber 7  | Kristianstad Arena, Kristianstad Gledatelji: 2,026 Suci: Horváth, Márton |
| 4. prosinca 2016. 18:30 | 2× 3× 1×         | Izvještaj | 4× 3×    | Kristianstad Arena, Kristianstad Gledatelji: 2,026 Suci: Horváth, Márton |

| 4. prosinca 2016. 20:45 | Francuska      | 31:22     | Poljska | Kristianstad Arena, Kristianstad Gledatelji: 1,750 Suci: Christiansen, Hansen |
| 4. prosinca 2016. 20:45 | tri igračice 5 | (15:9)    | Grzyb 6 | Kristianstad Arena, Kristianstad Gledatelji: 1,750 Suci: Christiansen, Hansen |
| 4. prosinca 2016. 20:45 | 5× 3×          | Izvještaj | 3×      | Kristianstad Arena, Kristianstad Gledatelji: 1,750 Suci: Christiansen, Hansen |

| 6. prosinca 2016. 18:30 | Poljska  | 21:30     | Nizozemska      | Kristianstad Arena, Kristianstad Gledatelji: 2,105 Suci: Alpaidze, Berezkina |
| 6. prosinca 2016. 18:30 | Wojtas 5 | (11:14)   | Abbingh, Goos 5 | Kristianstad Arena, Kristianstad Gledatelji: 2,105 Suci: Alpaidze, Berezkina |
| 6. prosinca 2016. 18:30 | 4× 2×    | Izvještaj | 4× 3×           | Kristianstad Arena, Kristianstad Gledatelji: 2,105 Suci: Alpaidze, Berezkina |

| 6. prosinca 2016. 20:45 | Njemačka | 20:22     | Francuska   | Kristianstad Arena, Kristianstad Gledatelji: 1,805 Suci: Jurinović, Mrvica |
| 6. prosinca 2016. 20:45 | Huber 6  | (11:11)   | Nze Minko 5 | Kristianstad Arena, Kristianstad Gledatelji: 1,805 Suci: Jurinović, Mrvica |
| 6. prosinca 2016. 20:45 | 2× 4×    | Izvještaj | 2×          | Kristianstad Arena, Kristianstad Gledatelji: 1,805 Suci: Jurinović, Mrvica |

| 8. prosinca 2016. 18:30 | Njemačka | 23:22     | Poljska  | Kristianstad Arena, Kristianstad Gledatelji: 1,875 Suci: Florescu, Stoia |
| 8. prosinca 2016. 18:30 | Huber 7  | (12:10)   | Achruk 7 | Kristianstad Arena, Kristianstad Gledatelji: 1,875 Suci: Florescu, Stoia |
| 8. prosinca 2016. 18:30 | 3× 2×    | Izvještaj | 1× 3×    | Kristianstad Arena, Kristianstad Gledatelji: 1,875 Suci: Florescu, Stoia |

| 8. prosinca 2016. 20:45 | Nizozemska | 18:17     | Francuska   | Kristianstad Arena, Kristianstad Gledatelji: 1,730 Suci: Arntsen, Røen |
| 8. prosinca 2016. 20:45 | Visser 5   | (7:12)    | Nze Minko 5 | Kristianstad Arena, Kristianstad Gledatelji: 1,730 Suci: Arntsen, Røen |
| 8. prosinca 2016. 20:45 | 2× 1×      | Izvještaj | 3×          | Kristianstad Arena, Kristianstad Gledatelji: 1,730 Suci: Arntsen, Røen |

### Skupina C
| #  | Momčad    | U | P | N | I | G+ | G– | G+/– | Bod. | Nastavak natjecanja |
| -- | --------- | - | - | - | - | -- | -- | ---- | ---- | ------------------- |
| 1. | Danska    | 3 | 3 | 0 | 0 | 78 | 69 | +9   | 6    | Drugi krug          |
| 2. | Češka     | 3 | 1 | 0 | 2 | 83 | 83 | 0    | 2    | Drugi krug          |
| 3. | Mađarska  | 3 | 1 | 0 | 2 | 62 | 64 | –2   | 2    | Drugi krug          |
| 4. | Crna Gora | 3 | 1 | 0 | 2 | 63 | 70 | –7   | 2    |                     |

| 5. prosinca 2016. 18:30 | Mađarska | 22:27     | Češka           | Malmö Isstadion, Malmö Gledatelji: 753 Suci: Kijauskaite, Žaliene |
| 5. prosinca 2016. 18:30 | Kovács 7 | (10:13)   | Hrbková, Malá 5 | Malmö Isstadion, Malmö Gledatelji: 753 Suci: Kijauskaite, Žaliene |
| 5. prosinca 2016. 18:30 | 5× 2×    | Izvještaj | 3×              | Malmö Isstadion, Malmö Gledatelji: 753 Suci: Kijauskaite, Žaliene |

| 5. prosinca 2016. 20:45 | Crna Gora  | 21:22     | Danska      | Malmö Isstadion, Malmö Gledatelji: 1,674 Suci: Brunovský, Čanda |
| 5. prosinca 2016. 20:45 | Knežević 7 | (11:14)   | Jørgensen 9 | Malmö Isstadion, Malmö Gledatelji: 1,674 Suci: Brunovský, Čanda |
| 5. prosinca 2016. 20:45 | 3× 2×      | Izvještaj | 2× 3×       | Malmö Isstadion, Malmö Gledatelji: 1,674 Suci: Brunovský, Čanda |

| 7. prosinca 2016. 18:30 | Češka     | 27:28     | Crna Gora              | Malmö Isstadion, Malmö Gledatelji: 654 Suci: Kurtagic, Wetterwik |
| 7. prosinca 2016. 18:30 | Hrbková 6 | (12:13)   | Jauković, Mehmedović 7 | Malmö Isstadion, Malmö Gledatelji: 654 Suci: Kurtagic, Wetterwik |
| 7. prosinca 2016. 18:30 | 3×        | Izvještaj | 7× 3×                  | Malmö Isstadion, Malmö Gledatelji: 654 Suci: Kurtagic, Wetterwik |

| 7. prosinca 2016. 20:45 | Danska      | 23:19     | Mađarska  | Malmö Isstadion, Malmö Gledatelji: 1,946 Suci: Brehmer, Skowronek |
| 7. prosinca 2016. 20:45 | Jørgensen 5 | (12:10)   | Görbicz 6 | Malmö Isstadion, Malmö Gledatelji: 1,946 Suci: Brehmer, Skowronek |
| 7. prosinca 2016. 20:45 | 5× 3×       | Izvještaj | 3× 4×     | Malmö Isstadion, Malmö Gledatelji: 1,946 Suci: Brehmer, Skowronek |

| 9. prosinca 2016. 18:30 | Crna Gora         | 14:21     | Mađarska  | Malmö Isstadion, Malmö Gledatelji: 1,279 Suci: Marín, García |
| 9. prosinca 2016. 18:30 | četiri igračice 2 | (6:11)    | Görbicz 5 | Malmö Isstadion, Malmö Gledatelji: 1,279 Suci: Marín, García |
| 9. prosinca 2016. 18:30 | 2× 3×             | Izvještaj | 2× 3×     | Malmö Isstadion, Malmö Gledatelji: 1,279 Suci: Marín, García |

| 9. prosinca 2016. 20:45 | Danska      | 33:29     | Češka      | Malmö Isstadion, Malmö Gledatelji: 3,124 Suci: Antić, Jakovljević |
| 9. prosinca 2016. 20:45 | Jørgensen 9 | (13:17)   | Maňáková 7 | Malmö Isstadion, Malmö Gledatelji: 3,124 Suci: Antić, Jakovljević |
| 9. prosinca 2016. 20:45 | 7× 3×       | Izvještaj | 5× 4×      | Malmö Isstadion, Malmö Gledatelji: 3,124 Suci: Antić, Jakovljević |

### Skupina D
| #  | Momčad    | U | P | N | I | G+ | G– | G+/– | Bod. | Nastavak natjecanja |
| -- | --------- | - | - | - | - | -- | -- | ---- | ---- | ------------------- |
| 1. | Norveška  | 3 | 3 | 0 | 0 | 80 | 58 | +22  | 6    | Drugi krug          |
| 2. | Rumunjska | 3 | 2 | 0 | 1 | 74 | 66 | +8   | 4    | Drugi krug          |
| 3. | Rusija    | 3 | 1 | 0 | 2 | 70 | 71 | –1   | 2    | Drugi krug          |
| 4. | Hrvatska  | 3 | 0 | 0 | 3 | 68 | 97 | –29  | 0    |                     |

| 5. prosinca 2016. 18:30 | Rusija                      | 32:26     | Hrvatska  | Helsingborg Arena, Helsingborg Gledatelji: 2,571 Suci: Marín, García |
| 5. prosinca 2016. 18:30 | Bobrovnikova, Žilinskaitė 6 | (16:13)   | Kobetić 8 | Helsingborg Arena, Helsingborg Gledatelji: 2,571 Suci: Marín, García |
| 5. prosinca 2016. 18:30 | 6× 2×                       | Izvještaj | 9× 4×     | Helsingborg Arena, Helsingborg Gledatelji: 2,571 Suci: Marín, García |

| 5. prosinca 2016. 20:45 | Norveška | 23:21     | Rumunjska | Helsingborg Arena, Helsingborg Gledatelji: 1,278 Suci: Brehmer, Skowronek |
| 5. prosinca 2016. 20:45 | Mørk 7   | (13:11)   | Neagu 6   | Helsingborg Arena, Helsingborg Gledatelji: 1,278 Suci: Brehmer, Skowronek |
| 5. prosinca 2016. 20:45 | 6× 3×    | Izvještaj | 4× 3×     | Helsingborg Arena, Helsingborg Gledatelji: 1,278 Suci: Brehmer, Skowronek |

| 7. prosinca 2016. 18:30 | Rumunjska         | 22:17     | Rusija     | Helsingborg Arena, Helsingborg Gledatelji: 1,279 Suci: Antić, Jakovljević |
| 7. prosinca 2016. 18:30 | Buceschi, Neagu 7 | (11:9)    | Postnova 4 | Helsingborg Arena, Helsingborg Gledatelji: 1,279 Suci: Antić, Jakovljević |
| 7. prosinca 2016. 18:30 | 4× 3×             | Izvještaj | 2×         | Helsingborg Arena, Helsingborg Gledatelji: 1,279 Suci: Antić, Jakovljević |

| 7. prosinca 2016. 20:45 | Hrvatska  | 16:34     | Norveška   | Helsingborg Arena, Helsingborg Gledatelji: 1,375 Suci: Kijauskaite, Žaliene |
| 7. prosinca 2016. 20:45 | Kobetić 4 | (9:15)    | Frafjord 6 | Helsingborg Arena, Helsingborg Gledatelji: 1,375 Suci: Kijauskaite, Žaliene |
| 7. prosinca 2016. 20:45 | 6× 2× 1×  | Izvještaj | 5× 3×      | Helsingborg Arena, Helsingborg Gledatelji: 1,375 Suci: Kijauskaite, Žaliene |

| 9. prosinca 2016. 18:30 | Rumunjska | 31:26     | Hrvatska  | Helsingborg Arena, Helsingborg Gledatelji: 2,435 Suci: Kurtagic, Wetterwik |
| 9. prosinca 2016. 18:30 | Neagu 10  | (15:13)   | Kobetić 8 | Helsingborg Arena, Helsingborg Gledatelji: 2,435 Suci: Kurtagic, Wetterwik |
| 9. prosinca 2016. 18:30 | 7× 4×     | Izvještaj | 5× 2×     | Helsingborg Arena, Helsingborg Gledatelji: 2,435 Suci: Kurtagic, Wetterwik |

| 9. prosinca 2016. 20:45 | Norveška            | 23:21     | Rusija         | Helsingborg Arena, Helsingborg Gledatelji: 2,493 Suci: Brunovský, Čanda |
| 9. prosinca 2016. 20:45 | Kristiansen, Mørk 5 | (11:11)   | tri igračice 3 | Helsingborg Arena, Helsingborg Gledatelji: 2,493 Suci: Brunovský, Čanda |
| 9. prosinca 2016. 20:45 | 3× 2×               | Izvještaj | 3× 2×          | Helsingborg Arena, Helsingborg Gledatelji: 2,493 Suci: Brunovský, Čanda |

## Drugi krug

### Skupina I
| #  | Momčad     | U | P | N | I | G+  | G–  | G+/– | Bod. | Nastavak natjecanja |
| -- | ---------- | - | - | - | - | --- | --- | ---- | ---- | ------------------- |
| 1. | Nizozemska | 5 | 4 | 0 | 1 | 142 | 128 | +14  | 8    | Polufinale          |
| 2. | Francuska  | 5 | 4 | 0 | 1 | 111 | 100 | +11  | 8    | Polufinale          |
| 3. | Njemačka   | 5 | 3 | 1 | 1 | 124 | 110 | +14  | 7    | Igra za 5. mjesto   |
| 4. | Švedska    | 5 | 1 | 1 | 3 | 126 | 131 | –5   | 3    |                     |
| 5. | Srbija     | 5 | 1 | 1 | 3 | 122 | 142 | –20  | 3    |                     |
| 6. | Španjolska | 5 | 0 | 1 | 4 | 108 | 122 | –14  | 1    |                     |

| 10. prosinca 2016. 16:15 | Srbija      | 19:26     | Njemačka          | Scandinavium, Göteborg Gledatelji: 4,212 Suci: Horváth, Márton |
| 10. prosinca 2016. 16:15 | Radojević 7 | (10:14)   | Huber, Hubinger 4 | Scandinavium, Göteborg Gledatelji: 4,212 Suci: Horváth, Márton |
| 10. prosinca 2016. 16:15 | 6× 3×       | Izvještaj | 9× 2×             | Scandinavium, Göteborg Gledatelji: 4,212 Suci: Horváth, Márton |

| 10. prosinca 2016. 18:30 | Švedska   | 30:33     | Nizozemska | Scandinavium, Göteborg Gledatelji: 6,102 Suci: Jurinović, Mrvica |
| 10. prosinca 2016. 18:30 | Gulldén 8 | (13:14)   | Groot 7    | Scandinavium, Göteborg Gledatelji: 6,102 Suci: Jurinović, Mrvica |
| 10. prosinca 2016. 18:30 | 4× 2×     | Izvještaj | 6× 3× 1×   | Scandinavium, Göteborg Gledatelji: 6,102 Suci: Jurinović, Mrvica |

| 10. prosinca 2016. 20:45 | Španjolska | 22:23     | Francuska | Scandinavium, Göteborg Gledatelji: 3,702 Suci: Christiansen, Hansen |
| 10. prosinca 2016. 20:45 | Pena 5     | (14:10)   | Pineau 9  | Scandinavium, Göteborg Gledatelji: 3,702 Suci: Christiansen, Hansen |
| 10. prosinca 2016. 20:45 | 6× 4×      | Izvještaj | 2×        | Scandinavium, Göteborg Gledatelji: 3,702 Suci: Christiansen, Hansen |

| 12. prosinca 2016. 16:15 | Španjolska | 20:20     | Njemačka   | Scandinavium, Göteborg Gledatelji: 1,697 Suci: Arntsen, Røen |
| 12. prosinca 2016. 16:15 | Pena 7     | (12:9)    | Hubinger 5 | Scandinavium, Göteborg Gledatelji: 1,697 Suci: Arntsen, Røen |
| 12. prosinca 2016. 16:15 | 2× 3×      | Izvještaj | 3× 4×      | Scandinavium, Göteborg Gledatelji: 1,697 Suci: Arntsen, Røen |

| 12. prosinca 2016. 18:30 | Srbija        | 27:35     | Nizozemska       | Scandinavium, Göteborg Gledatelji: 3,663 Suci: Florescu, Stoia |
| 12. prosinca 2016. 18:30 | Stoiljković 8 | (12:17)   | Abbingh, Broch 6 | Scandinavium, Göteborg Gledatelji: 3,663 Suci: Florescu, Stoia |
| 12. prosinca 2016. 18:30 | 2× 3×         | Izvještaj | 4× 2×            | Scandinavium, Göteborg Gledatelji: 3,663 Suci: Florescu, Stoia |

| 12. prosinca 2016. 20:45 | Švedska   | 19:21     | Francuska   | Scandinavium, Göteborg Gledatelji: 5,279 Suci: Alpaidze, Berezkina |
| 12. prosinca 2016. 20:45 | Roberts 5 | (10:12)   | Nze Minko 6 | Scandinavium, Göteborg Gledatelji: 5,279 Suci: Alpaidze, Berezkina |
| 12. prosinca 2016. 20:45 | 2× 3×     | Izvještaj | 4× 2× 1×    | Scandinavium, Göteborg Gledatelji: 5,279 Suci: Alpaidze, Berezkina |

| 14. prosinca 2016. 16:15 | Španjolska | 24:29     | Nizozemska | Scandinavium, Göteborg Gledatelji: 1,896 Suci: Horváth, Márton |
| 14. prosinca 2016. 16:15 | Martín 6   | (13:15)   | Polman 10  | Scandinavium, Göteborg Gledatelji: 1,896 Suci: Horváth, Márton |
| 14. prosinca 2016. 16:15 | 4× 3×      | Izvještaj | 4× 2×      | Scandinavium, Göteborg Gledatelji: 1,896 Suci: Horváth, Márton |

| 14. prosinca 2016. 18:30 | Švedska       | 22:28     | Njemačka | Scandinavium, Göteborg Gledatelji: 5,031 Suci: Brunovský, Čanda |
| 14. prosinca 2016. 18:30 | Hagman, Alm 4 | (9:12)    | Bölk 5   | Scandinavium, Göteborg Gledatelji: 5,031 Suci: Brunovský, Čanda |
| 14. prosinca 2016. 18:30 | 3× 1×         | Izvještaj | 2×       | Scandinavium, Göteborg Gledatelji: 5,031 Suci: Brunovský, Čanda |

| 14. prosinca 2016. 20:45 | Srbija        | 21:28     | Francuska           | Scandinavium, Göteborg Gledatelji: 2,243 Suci: Christiansen, Hansen |
| 14. prosinca 2016. 20:45 | Stoiljković 6 | (12:15)   | Ayglon, Nze Minko 6 | Scandinavium, Göteborg Gledatelji: 2,243 Suci: Christiansen, Hansen |
| 14. prosinca 2016. 20:45 | 3×            | Izvještaj | 3× 2×               | Scandinavium, Göteborg Gledatelji: 2,243 Suci: Christiansen, Hansen |

### Skupina II
| #  | Momčad    | U | P | N | I | G+  | G–  | G+/– | Bod. | Nastavak natjecanja |
| -- | --------- | - | - | - | - | --- | --- | ---- | ---- | ------------------- |
| 1. | Norveška  | 5 | 5 | 0 | 0 | 127 | 109 | +18  | 10   | Polufinale          |
| 2. | Danska    | 5 | 3 | 1 | 1 | 123 | 113 | +10  | 7    | Polufinale          |
| 3. | Rumunjska | 5 | 3 | 0 | 2 | 119 | 110 | +9   | 6    | Igra za 5. mjesto   |
| 4. | Rusija    | 5 | 1 | 2 | 2 | 116 | 121 | –5   | 4    |                     |
| 5. | Češka     | 5 | 1 | 0 | 4 | 132 | 146 | –14  | 2    |                     |
| 6. | Mađarska  | 5 | 0 | 1 | 4 | 111 | 129 | –18  | 1    |                     |

| 11. prosinca 2016. 16:15 | Češka      | 24:26     | Rusija | Helsingborg Arena, Helsingborg Gledatelji: 1,021 Suci: Brehmer, Skowronek |
| 11. prosinca 2016. 16:15 | Maňáková 5 | (12:14)   | Sen 4  | Helsingborg Arena, Helsingborg Gledatelji: 1,021 Suci: Brehmer, Skowronek |
| 11. prosinca 2016. 16:15 | 2×         | Izvještaj | 1× 3×  | Helsingborg Arena, Helsingborg Gledatelji: 1,021 Suci: Brehmer, Skowronek |

| 11. prosinca 2016. 18:30 | Mađarska          | 21:29     | Rumunjska | Helsingborg Arena, Helsingborg Gledatelji: 2,236 Suci: Brunovský, Čanda |
| 11. prosinca 2016. 18:30 | četiri igračice 3 | (9:15)    | Neagu 10  | Helsingborg Arena, Helsingborg Gledatelji: 2,236 Suci: Brunovský, Čanda |
| 11. prosinca 2016. 18:30 | 3×                | Izvještaj | 3×        | Helsingborg Arena, Helsingborg Gledatelji: 2,236 Suci: Brunovský, Čanda |

| 12. prosinca 2016. 20:45 | Danska         | 20:22     | Norveška | Helsingborg Arena, Helsingborg Gledatelji: 2,553 Suci: Marín, García |
| 12. prosinca 2016. 20:45 | tri igračice 4 | (9:14)    | Mørk 5   | Helsingborg Arena, Helsingborg Gledatelji: 2,553 Suci: Marín, García |
| 12. prosinca 2016. 20:45 | 3× 2×          | Izvještaj | 3× 2×    | Helsingborg Arena, Helsingborg Gledatelji: 2,553 Suci: Marín, García |

| 13. prosinca 2016. 16:15 | Češka      | 28:30     | Rumunjska | Helsingborg Arena, Helsingborg Gledatelji: 773 Suci: Kijauskaite, Žaliene |
| 13. prosinca 2016. 16:15 | Korešová 7 | (14:17)   | Neagu 10  | Helsingborg Arena, Helsingborg Gledatelji: 773 Suci: Kijauskaite, Žaliene |
| 13. prosinca 2016. 16:15 | 5× 4×      | Izvještaj | 4× 3×     | Helsingborg Arena, Helsingborg Gledatelji: 773 Suci: Kijauskaite, Žaliene |

| 13. prosinca 2016. 18:30 | Mađarska          | 23:24     | Norveška | Helsingborg Arena, Helsingborg Gledatelji: 1,402 Suci: Jurinović, Mrvica |
| 13. prosinca 2016. 18:30 | Görbicz, Kovács 5 | (9:11)    | Mørk 6   | Helsingborg Arena, Helsingborg Gledatelji: 1,402 Suci: Jurinović, Mrvica |
| 13. prosinca 2016. 18:30 | 3× 2×             | Izvještaj | 3×       | Helsingborg Arena, Helsingborg Gledatelji: 1,402 Suci: Jurinović, Mrvica |

| 13. prosinca 2016. 20:45 | Danska      | 26:26     | Rusija     | Helsingborg Arena, Helsingborg Gledatelji: 1,672 Suci: Antić, Jakovljević |
| 13. prosinca 2016. 20:45 | Jørgensen 7 | (13:11)   | Sudakova 6 | Helsingborg Arena, Helsingborg Gledatelji: 1,672 Suci: Antić, Jakovljević |
| 13. prosinca 2016. 20:45 | 4× 3×       | Izvještaj | 4×         | Helsingborg Arena, Helsingborg Gledatelji: 1,672 Suci: Antić, Jakovljević |

| 14. prosinca 2016. 16:15 | Mađarska | 26:26     | Rusija      | Helsingborg Arena, Helsingborg Gledatelji: 732 Suci: Kurtagic, Wetterwik |
| 14. prosinca 2016. 16:15 | Kovács 6 | (14:13)   | Dmitrieva 7 | Helsingborg Arena, Helsingborg Gledatelji: 732 Suci: Kurtagic, Wetterwik |
| 14. prosinca 2016. 16:15 | 4× 3×    | Izvještaj | 5× 2× 1×    | Helsingborg Arena, Helsingborg Gledatelji: 732 Suci: Kurtagic, Wetterwik |

| 14. prosinca 2016. 18:30 | Danska   | 21:17     | Rumunjska  | Helsingborg Arena, Helsingborg Gledatelji: 1,582 Suci: Marín, García |
| 14. prosinca 2016. 18:30 | Hansen 9 | (12:10)   | Buceschi 4 | Helsingborg Arena, Helsingborg Gledatelji: 1,582 Suci: Marín, García |
| 14. prosinca 2016. 18:30 | 7× 3× 1× | Izvještaj | 3×         | Helsingborg Arena, Helsingborg Gledatelji: 1,582 Suci: Marín, García |

| 14. prosinca 2016. 20:45 | Češka     | 24:35     | Norveška | Helsingborg Arena, Helsingborg Gledatelji: 853 Suci: Brehmer, Skowronek |
| 14. prosinca 2016. 20:45 | Hrbková 7 | (17:18)   | Mørk 6   | Helsingborg Arena, Helsingborg Gledatelji: 853 Suci: Brehmer, Skowronek |
| 14. prosinca 2016. 20:45 | 1× 2×     | Izvještaj | 1× 3×    | Helsingborg Arena, Helsingborg Gledatelji: 853 Suci: Brehmer, Skowronek |

## Završnica
|  | Polufinale   | Polufinale   |    |              | Finale       | Finale |
|  |              |              |    |              |              |        |
|  | 16. prosinca |              |    |              |              |        |
|  | Nizozemska   | 26           |    |              |              |        |
|  | Danska       | 22           |    |              |              |        |
|  |              |              |    |              |              |        |
|  |              |              |    |              | 18. prosinca |        |
|  |              |              |    |              | Nizozemska   | 29     |
|  |              | Norveška     | 30 |              |              |        |
|  |              |              |    |              |              |        |
|  |              |              |    |              |              |        |
|  |              |              |    |              | Treće mjesto |        |
|  | 16. prosinca | 16. prosinca |    | 18. prosinca | 18. prosinca |        |
|  | Francuska    | 16           |    | Danska       | 22           |        |
|  | Norveška     | 20           |    |              | Francuska    | 25     |

### Polufinale
| 16. prosinca 2016. 18:15 | Nizozemska | 26:22     | Danska      | Scandinavium, Göteborg Gledatelji: 9,853 Suci: Brunovský, Čanda |
| 16. prosinca 2016. 18:15 | Polman 7   | (13:13)   | Jørgensen 6 | Scandinavium, Göteborg Gledatelji: 9,853 Suci: Brunovský, Čanda |
| 16. prosinca 2016. 18:15 | 2×         | Izvještaj | 3×          | Scandinavium, Göteborg Gledatelji: 9,853 Suci: Brunovský, Čanda |

| 16. prosinca 2016. 20:45 | Francuska   | 16:20     | Norveška | Scandinavium, Göteborg Gledatelji: 9,908 Suci: Jurinović, Mrvica |
| 16. prosinca 2016. 20:45 | Lacrabère 6 | (9:11)    | Mørk 7   | Scandinavium, Göteborg Gledatelji: 9,908 Suci: Jurinović, Mrvica |
| 16. prosinca 2016. 20:45 | 1× 2×       | Izvještaj | 4× 3×    | Scandinavium, Göteborg Gledatelji: 9,908 Suci: Jurinović, Mrvica |

### Igra za 5. mjesto
| 16. prosinca 2016. 15:45 | Njemačka | 22:23     | Rumunjska | Scandinavium, Göteborg Gledatelji: 2,210 Suci: Arntsen, Røen |
| 16. prosinca 2016. 15:45 | Huber 5  | (11:11)   | Zamfir 6  | Scandinavium, Göteborg Gledatelji: 2,210 Suci: Arntsen, Røen |
| 16. prosinca 2016. 15:45 | 2× 3×    | Izvještaj | 2×        | Scandinavium, Göteborg Gledatelji: 2,210 Suci: Arntsen, Røen |

### Igra za 3. mjesto
| 18. prosinca 2016. 15:30 | Danska      | 22:25     | Francuska   | Scandinavium, Göteborg Gledatelji: 8,391 Suci: Florescu, Stoia |
| 18. prosinca 2016. 15:30 | Jørgensen 6 | (9:14)    | Nze Minko 5 | Scandinavium, Göteborg Gledatelji: 8,391 Suci: Florescu, Stoia |
| 18. prosinca 2016. 15:30 | 4× 2× 1×    | Izvještaj | 3× 2×       | Scandinavium, Göteborg Gledatelji: 8,391 Suci: Florescu, Stoia |

### Finale
| 18. prosinca 2016. 18:00 | Nizozemska | 29:30     | Norveška | Scandinavium, Göteborg Gledatelji: 11,037 Suci: Alpaidze, Berezkina |
| 18. prosinca 2016. 18:00 | Snelder 6  | (15:15)   | Mørk 12  | Scandinavium, Göteborg Gledatelji: 11,037 Suci: Alpaidze, Berezkina |
| 18. prosinca 2016. 18:00 | 2× 3×      | Izvještaj | 2×       | Scandinavium, Göteborg Gledatelji: 11,037 Suci: Alpaidze, Berezkina |

## Konačni poredak
|  | Kvalificirani na Svjetsko prvenstvo 2017. |

| #   | Djevojčad  |
| --- | ---------- |
|     | Norveška   |
|     | Nizozemska |
|     | Francuska  |
| 4.  | Danska     |
| 5.  | Rumunjska  |
| 6.  | Njemačka   |
| 7.  | Rusija     |
| 8.  | Švedska    |
| 9.  | Srbija     |
| 10. | Češka      |
| 11. | Španjolska |
| 12. | Mađarska   |
| 13. | Crna Gora  |
| 14. | Slovenija  |
| 15. | Poljska    |
| 16. | Hrvatska   |

## Vanjske poveznice
- Službena stranica  Arhivirana inačica izvorne stranice od 25. veljače 2021. (Wayback Machine)